# Radomská slatina
Radomská slatina je chráněný areál v oblasti Prešov.
Nachází se v katastrálním území obce Radoma v okrese Svidník v Prešovském kraji. Území bylo vyhlášeno v roce 2000 na rozloze 0,998 ha. Ochranné pásmo nebylo stanoveno.